# لودميلا غوزون
لودميلا غوزون (26 يونيو 1961 - 16 أبريل 2021) كان سياسي من مولدوفا، شغل منصب نائب البرلمان المولدوفي عن مقاطعة أونغيني.

## نائب في البرلمان
تم انتخاب غوزون لعضوية البرلمان المولدوفي في 24 فبراير 2019 ممثلاً للحزب الديمقراطي في مولدوفا.

## الوفاة
في 7 أبريل 2021 ثبتت إصابة غوزون بـ كوفيد 19 وتم نقلها إلى المستشفى في العناية المركزة. ماتت جوزون من المضاعفات المتعلقة بـ كوفيد 19 في الساعة 03:00 يوم 16 أبريل 2021.